# Política, manual de instrucciones (documental)
Política, manual de instrucciones es una película documental dirigida por Fernando León de Aranoa donde el director y su equipo siguen a la dirección de Podemos durante aproximadamente un año y medio desde el Congreso de Vistalegre de 18 de octubre de 2014 hasta las Elecciones generales de España del 20 de diciembre de 2015.